# De Leerlingsmurf
De Leerlingsmurf (ook bekend als De Leerling-Smurf en De leerling Smurf) is het zevende stripalbum uit de reeks De Smurfen. Het album werd voor het eerst uitgegeven in 1971 door Dupuis. Sinds 2010 wordt het album met een licht gewijzigde cover en herziene belettering uitgegeven bij Standaard Uitgeverij.
Het titelverhaal is volledig bedacht en getekend door Peyo zelf. Naast het titelverhaal bevat het album ook het verhaal Smurfevallen, dat Peyo tekende volgens een scenario waaraan Gos meewerkte, en Smurfen in vuur en vlam, dat in samenwerking met Yvan Delporte tot stand kwam. Dat laatste verhaal is eigenlijk een aaneenschakeling van grappen op één pagina.

## Achtergrond
Het verhaal De Leerlingsmurf werd oorspronkelijk gemaakt voor Kwatta, dat het voor promotiedoeleinden had besteld bij Peyo. Peyo behield echter de rechten op het werk, zodat ook uitgeverij Dupuis er later nog gebruik van kon maken in Spirou/Robbedoes en in albums. Het album van Kwatta was tweetalig, Frans en Nederlands stonden bij elkaar. De titel van dit album van 32 pagina's was L'apprenti Schtroumpf - De jonge Toversmurf.

## De verhalen

### De Leerling-Smurf
Een Smurf wil graag proeven kunnen ondernemen zoals Grote Smurf dat doet, maar Grote Smurf ziet dat niet zitten. Daarom besluit de Smurf een toverspreuk te gaan halen bij de tovenaar Gargamel, die het echter slecht met de Smurfen voorheeft. Hij scheurt een pagina uit Gargamels toverboek, maar beseft niet dat het over een middeltje gaat dat hem omtovert in een monstertje. 
Grote Smurf kan hem niet normaal maken, dus besluit de Leerlingsmurf maar opnieuw naar Gargamel te gaan. Gargamel had zo'n poging al voorzien en kan de Smurf vangen. De andere Smurfen gaan de stiekem vertrokken Leerlingsmurf achterna en kunnen Gargamel letterlijk tot stilstand brengen. Ze vinden ook de formule voor een tegengif voor de Leerlingsmurf, maar hebben daarbij drie snorharen nodig. Azraël lijkt de makkelijkste oplossing, maar die laat zich niet snel vangen. Leerlingsmurf schakelt het beest zelf uit met een hamer en zo kan hij weer een gewone Smurf worden. Het toveren laat hij voortaan maar links liggen.

### Smurfevallen
Gargamel lokt de Smurfen met hun favoriete voorwerpen in de val. Hij kan ze allemaal vangen, behalve de Grote Smurf. Die weet Gargamel uiteindelijk in de val te lokken met goudmunten. Grote Smurf kan zo de anderen bevrijden.

### Smurfen in vuur en vlam
Smurfin verschijnt opnieuw in het dorp, naar haar eerste passage in De Smurfin (1967). Alle Smurfen worden meteen weer stapelverliefd en willen met haar trouwen. Ze hebben zo elk hun manier om hun liefde te betuigen.

## Tekenfilmversie
- In de tekenfilmversie van De Leerlingsmurf is Klungelsmurf de "leerling".
- In de tekenfilmversie van Smurfen in vuur en vlam komen ook Gargamel en Azraël voor. De verhaallijn is gedeeltelijk overgenomen van een van de andere stripverhalen, Smurfe koppen en koppige Smurfen.